# Juan de Miralles
Juan de Miralles (* 23. Juli 1713 in Petrel, Provinz Alicante; † 30. April 1780 in Morristown, New Jersey) war ein spanischer Waffenhändler und Gesandter beim Kontinentalkongress.

## Leben
Seine Eltern stammten aus Frankreich. Miralles kam sehr jung nach Kuba. Karl III. von Spanien hatte Juan de Miralles entsandt, um die neue amerikanische Regierung von George Washington in der damaligen Hauptstadt Philadelphia zu beobachten. Miralles traf Washington bei einer Weihnachtsfeier und überbrachte ihm einen Brief von Diego José Navarro García de Valladares.
Juan de Miralles fand in Robert Morris einen Geschäftspartner, mit dem er den Handel zwischen den USA und Kuba intensivierte. Die Hilfe für den jungen Staat bestand in der notwendigen Diskretion gegenüber dem britischen Imperium, Ausrüstung der Konfliktpartei und einer Kriegserklärung des imperialen Spaniens an das britische Imperium 1779 im Rahmen des Amerikanischen Unabhängigkeitskrieges.
Er starb in Ford Mansion, als George Washington dieses als Hauptquartier nutzte, an Lungenentzündung. Seine sterblichen Überreste wurden nach Havanna überführt und dort beigesetzt.